# تجدد عصبي

متلازمة غليان-باري، التهاب عصبي.

التجدد العصبي (بالإنجليزية: Neuroregeneration)‏ هو عملية إعادة نمو أو إصلاح النسيج العصبي، الخلايا العصبية أو نواتجها. يمكن أن تشمل الآليات إنشاء عصبونات، خلايا دبقية، محوارات، ميالين أو مشابك جديدة. يختلف التجدد العصبي بين الجهاز العصبي المحيطي (PNS) والجهاز العصبي المركزي (CNS) حسب الآليات الوظيفية وبشكل خاص مداها وسرعتها. حين يتضرر محوار تخضع القطعة البعيدة لتنكس وولري ويفقد الميالين غمده (غلافه). القطعة الجوارية يمكن أن تموت إما بالاستماتة أو تخضع لتفاعل انحلال الكروماتين وهو محاولة للترميم. في الجهاز المركزي العصبي تحدث إزالة المشابك عند اجتياح النتوء القدمية للمشبك الميت.
إصابات النظام العصبي تؤثر على حوالي 90 ألف شخص كل عام. وقُدِّر أن إصابات النخاع الشوكي وحدها تؤثر على 10 آلف شخص سنويا. كنتيجة لهذه الإصابات العصبية المرتفعة فإن تجديد العصب وإصلاحه -وهو مجال فرعي من هندسة النسيج العصبي- أصبح بشكل سريع مجالا متناميا متخصصا في اكتشاف طرق جديدة لاسترجاع وظيفة العصب بعد الإصابة. ينقسم النظام العصبي إلى جزئين: جهاز مركزي ويتكون من الدماغ والحبل الشوكي، وجهاز محيطي ويتكون من الأعصاب الشوكية والقحفية إلى جانب العقد المتعلقة بها. في حين أن للجهاز العصبي المحيطي قدرة ذاتية على الترميم والتجدد، فإن الجهاز العصبي المركزي -في معظمه- غير قادر على الترميم الذاتي والتجدد. لا يوجد حاليا أي علاج لاستعادة وظيفة عصب بشري بعد إصابةٍ في الجهاز العصبي المركزي. فضلا عن ذلك، العديد من المحاولات لإعادة تنمية العصب في الجهازين المركزي والمحيطي لم تكلل بالنجاح، وذلك لعدم توفر معلومات كافية حول التجدد في الجهاز العصبي المركزي. رغم أن للجهاز العصبي المحيطي القدرة على التجدد، إلا أن إجراء الكثير من البحوث مازال مطلوبا لتحسين المحيط لإعادة تنمية قصوى محتملة. التجدد العصبي مهم سريريا لأنه أحد أسباب العديد من الأمراض، منها التصلب المتعدد.